# Drabble
Ein Drabble ist eine meist pointierte Geschichte, die aus exakt 100 Wörtern besteht. Dabei wird die Überschrift nicht mitgezählt. Ursprünglich als Fanfiction betrieben, wird sie aufgrund ihrer einfachen äußeren Form gerne von ungeübten Autoren als Einstieg in Lyrik oder Prosa genutzt. Durch die Beschränkung auf das Wesentliche stellt das Schreiben von Drabbles auch für erfahrene Autoren häufig eine Herausforderung dar.
Es gibt auch Varianten mit 200, 300 und mehr Wörtern.
Der Begriff geht auf einen Sketch von Monty Python zurück. Drabbles – a word game for 2 to 4 players. In den 1980er Jahren wurde dadurch in Großbritannien eine „Drabblemanie“ hervorgerufen, die von der Birmingham University SF Society standardisiert wurde.